# Olivier Saladin
Pour les articles homonymes, voir Saladin (homonymie).
Olivier Saladin, né le 1er mai 1952 au Havre, est un acteur français.
Il a suivi des cours de théâtre à Rouen.[réf. nécessaire] Il s'est surtout fait connaître du grand public par sa participation aux Deschiens sur Canal+, puis par son rôle de Pluvinage dans la série Boulevard du Palais.

## Filmographie
Sauf indication contraire, les informations mentionnées dans cette section peuvent être confirmées par les bases de données cinématographiques IMDb et Allociné,  présentes dans la section « Liens externes ».

### Cinéma
- 1987 : Il est génial papy ! de Michel Drach : le serveur de la brasserie
- 1990 : Docteur Petiot de Christian de Chalonge : le premier agent
- 1990 : Feu sur le candidat de Agnès Delarive : chauffeur de taxi
- 1990 : Tatie Danielle de Étienne Chatiliez : le boucher
- 1991 : La Pagaille de Pascal Thomas
- 1993 : Coup de jeune ! de Xavier Gélin : le pompiste
- 1993 : Le Fils du requin de Agnès Merlet
- 1994 : Tombés du ciel de Philippe Lioret : le restaurateur
- 1994 : Le Colonel Chabert de Yves Angelo: Hure
- 1995 : Élisa de Jean Becker : Kevin
- 1995 : Fast de Dante Desarthe : Christophe
- 1995 : Le bonheur est dans le pré de Étienne Chatiliez : le client de la concession
- 2003 : Bienvenue au gîte de Claude Duty: le père Robert
- 2003 : Bienvenue chez les Rozes de Francis Palluau : le voisin
- 2003 : Rien que du bonheur de Denis Parent : Jean-Marc, le rédacteur en chef
- 2004 : Qui perd gagne ! de Laurent Bénégui : l'officiel du loto
- 2005 : Les Poupées russes de Cédric Klapisch : Gérard
- 2007 : L'Auberge rouge de Gérard Krawczyk : le cocher
- 2013 : Chez nous c'est trois ! de Claude Duty : Éric Miremont
- 2014 : Brèves de comptoir de Jean-Michel Ribes : Pulmoll
- 2016 : Apnée de Jean-Christophe Meurisse : le père
- 2018 : Astérix : Le Secret de la potion magique de Alexandre Astier et Louis Clichy : Sénateur Tomcrus (voix)
- 2020 : Louloute de Hubert Viel : Dany
- 2021 : Oranges sanguines de Jean-Christophe Meurisse : Olivier
- 2021 : Les voisins de mes voisins sont mes voisins de Anne-Laure Daffis et Léo Marchand : Picasso (voix)
- 2023 : La Plus Belle pour aller danser de Victoria Bedos : Henri

### Télévision
- 1989 : Les Enquêtes du commissaire Maigret, épisode Maigret et l'inspecteur malgracieux de Philippe Laïk : le veilleur de nuit à la morgue
- 1990 : Imogène, épisodes Les Légumes maudits et Imogène et la baleine blanche : Roger Bougrain
- 1993 : Julie, bientôt 12 ans et demi d'Olivier Langlois : le directeur de banque
- 1993 : Nestor Burma, épisode Boulevard... ossements
- 1994 : Les Deschiens : Monsieur Saladin/personnages divers (série télévisée)
- 1994 : Le Dernier Tour de Thierry Chabert : le patron du bistrot
- 1995 : Le Garçon sur la colline de Dominique Baron : le garagiste Bisson
- 1996 : Baloche de Dominique Baron: le technicien des Poules
- 1998 : Baldi, épisode Baldi et radio trottoir : Vitale
- 1999 - 2017 : Boulevard du Palais (série) : le docteur Pluvinage
- 1999 : Dessine-moi un jouet de Hervé Baslé : Joseph Parroz
- 2000 : L'Enfant de la honte de Claudio Tonetti : Jules Letourneur
- 2002 : Le Champ Dolent, le roman de la Terre de Hervé Baslé : André Lamy
- 2002 : S.O.S. 18, épisodes Accident de parcours, La Vie en rouge et Tête à l'envers : le commissaire Joinville
- 2002 : Avocats et Associés, épisode Meurtre par procuration : Bernard Chaumartin
- 2002 : Le Grand Patron, épisode Vivre vite : Pedro
- 2002 : Division d'Honneur de Jean-Marc Vervoort : Paul
- 2003 : Kelif et Deutsch à la recherche d'un emploi (guest)
- 2003 : La Bastide bleue de Benoît d'Aubert : Castellin
- 2004 : Courrier du cœur de Christian Faure : Pascal Ledoux
- 2004 : La Nourrice de Renaud Bertrand : David
- 2004 : La vie est si courte de Hervé Baslé
- 2004 : Les Bottes de Renaud Bertrand : le kiné
- 2005 : Un amour à taire de Christian Faure : Breton
- 2005 : Engrenages, saison 1, épisode 1
- 2005 : Vénus et Apollon, épisode Soin mystère
- 2005 : Diane, femme flic, épisode Parents indignes : André Fabre
- 2005 : Louis Page, épisode Au nom du père : Denis
- 2006 : Le Cri de Hervé Baslé : Paloteau
- 2006 : Commissaire Moulin, épisode La Dernière Affaire : Peruz
- 2006 : Marie Besnard, l'empoisonneuse de Christian Faure : Auguste Leclerc
- 2006 : La Fille du chef de Sylvie Ayme : Moulin
- 2007 : La promeneuse d'oiseaux de Jacques Otmezguine : le projectionniste
- 2008 : Répercussions de Caroline Huppert : Thomas Gauthier
- 2009 : Camping Paradis, épisodes L'Oncle d'Amérique et Lorsque l'enfant paraît : André
- 2011 : L'Épervier de Stéphane Clavier : Lapipe
- 2011 : La Très excellente et divertissante histoire de François Rabelais d'Hervé Baslé : Frère Lessu
- 2011 : La part des anges de Sylvain Monod : le Père Francis
- 2016 : La Loi de Pauline de Philippe Venault : Lorenzi
- 2017 : Les Brumes du souvenir de Sylvie Ayme : Alban Prevost
- 2017 : Bonaparte : La Campagne d'Égypte, docu-fiction de Fabrice Hourlier : Dominique Vivant Denon
- 2020 : Peur sur le lac, de Jérôme Cornuau : père de Cécile
- 2021 : Coups de sang de Christian Bonnet : Jean-Jacques
- 2021 : La Bonne conduite d'Arnaud Bedouët : Félix
- 2023 : Rendez-vous avec le crime de Mathilde Vallet
- 2023 : Mort d’un berger : Cédric
- 2024 : La Fièvre : Malveau
- 2024 : Je ne me laisserai plus faire de Gustave Kervern : Etienne

## Théâtre
Sauf indication contraire ou complémentaire, les informations mentionnées dans cette section peuvent être confirmées par la base de données Les Archives du spectacle.
- 1982 : 14-18 d'Alain Bezu, d'après Le Feu d'Henri Barbusse, mise en scène Alain Bezu, Théâtre des Deux Rives, Théâtre de l'Odéon
- 1984 : La Galerie du Palais de Pierre Corneille, mise en scène Alain Bezu, Théâtre des Deux Rives
- 1984-1985 : Mélite de Pierre Corneille, mise en scène Alain Bezu, Théâtre des Deux Rives
- 1984-1985 : L'Enfant de Jules Vallès, mise en scène Catherine Delattres et Alain Van Der Malière, Théâtre La Fontaine
- 1985 : La Place Royale ou l'Amoureux extravagant de Pierre Corneille, mise en scène Alain Bezu et Joseph Danan, Théâtre des Deux Rives
- 1986-1987 : La Lente agonie des grands rampants de Saintacher, mise en scène Michel Bezu et Didier Mahieu, Théâtre des Deux Rives
- 1987 : La Nuit même de Joseph Danan, mise en scène Alain Bézu, Théâtre des Deux Rives
- 1987-1988 : Les petits potages mécaniques de Catherine Delattres, mise en scène Catherine Delattres, Théâtre des Deux Rives
- 1989-1991 : Lapin chasseur de Jérôme Deschamps et Macha Makeïeff, mise en scène Jérôme Deschamps et Macha Makeïeff, Théâtre national de Chaillot
- 1992-1993 : Les Pieds dans l'eau de Jérôme Deschamps et Macha Makeïeff, mise en scène Jérôme Deschamps et Macha Makeïeff, Théâtre de Nîmes.
- 1997 : Les Précieuses ridicules de Molière, mise en scène Jérôme Deschamps et Macha Makeieff, Théâtre national de Bretagne, Odéon-Théâtre de l'Europe
- 1999-2001 : Les Pensionnaires de Jérôme Deschamps et Macha Makeïeff, mise en scène Jérôme Deschamps et Macha Makeïeff
- 2000 : Les Précieuses ridicules de Molière, mise en scène Jérôme Deschamps et Macha Makeieff, Théâtre national de Bretagne, Odéon-Théâtre de l'Europe
- 2002 : Un cœur attaché sous la lune de Serge Valletti, mise en scène Bernard Lévy, Théâtre de la Commune
- 2006 : Violette sur la terre de Carole Fréchette, mise en scène Maxime Leroux, Théâtre 13
- 2008 : Les Amoureux de Carlo Goldoni, mise en scène Gloria Paris, Théâtre du Nord, Théâtre de l'Ouest parisien, Théâtre Firmin-Gémier - La Piscine
- 2008-2009 : Bien des Choses écrit et mis en scène par François Morel, Théâtre du Rond-Point, Pépinière Théâtre
- 2011-2014 : Instants Critiques de François Morel et Olivier Broche, mis en scène par François Morel, Théâtre 71, Pépinière Théâtre, Théâtre de l'Ouest parisien
- 2013 : Bien des Choses écrit et mis en scène par François Morel, Pépinière Théâtre
- 2014-2015 : 36 nulles de salon de Daniel Cabanis, mise en scène Jacques Bonnaffé, Théâtre du Rond-Point, tournée
- 2015-2017 : Ancien malade des hôpitaux de Paris de Daniel Pennac, mise en scène Benjamin Guillard, Théâtre de l'Atelier à Paris
- 2019 : Welcome de Fabrice Thibaud, mise en scène Jean-Michel Guérin & Fabrice Thibaud, Théâtre national de Chaillot
- 2019-2021 : Tout le monde ne peut pas être orphelin de Jean-Christophe Meurisse, Parc de la Villette, MC93 Bobigny, Théâtre des Bouffes-du-Nord (Compagnie Les Chiens de Navarre)
- 2024 : « Art » de Yasmina Reza, mise en scène François Morel, Théâtre Jean-Vilar (Suresnes)

## Narrateur
- La Voiture de Groucho[2], texte de Michèle Moreau, illustrations de Nathalie Choux, composition Antoine Delecroix et Gibus, raconté par Olivier Saladin, Didier jeunesse, 2014 - album jeunesse-CD